# Wyżnia Sucha Przełęcz
Wyżnia Sucha Przełęcz (ok. 1550 m) – przełączka pomiędzy Długim Giewontem a boczną, odbiegającą od niego na północ granią oddzielającą Dolinę Strążyską od Doliny Białego. Znajduje się pomiędzy podnóżami północnej ściany Długiego Giewontu (w linii spadku ścian Juhaskiej Kopy) a Suchą Czubką. Wschodnie stoki przełęczy opadają do Doliny Suchej (górna część Doliny Białego), na zachodnią stronę spod przełęczy opada żleb Banie należący do Doliny Strążyskiej.
Wyjście na Wyżnią Suchą Przełęcz jest łatwe z obydwu dolin i znane było od dawna. Pasterze wypasali tutaj owce zarówno w Dolinie Suchej, jak i w leżącej po zachodniej stronie przełęczy Dolince pod Banie, a górnicy w środkowej części żlebu Banie wydobywali rudę żelaza. W początkach turystyki przez przełęcz tę chodzono także do Jaskini Juhaskiej, później chodzili tędy taternicy wspinający się na północne ściany Długiego Giewontu.